# Cantone di Pontivy
Il Cantone di Pontivy è una divisione amministrativa dell'arrondissement di Pontivy.
A seguito della riforma approvata con decreto del 21 febbraio 2014, che ha avuto attuazione dopo le elezioni dipartimentali del 2015, è passato da 10 a 16 comuni.

## Composizione
I 10 comuni facenti parte prima della riforma del 2014 erano:
- Croixanvec
- Gueltas
- Guern
- Kerfourn
- Noyal-Pontivy
- Pontivy
- Saint-Gérand
- Saint-Gonnery
- Saint-Thuriau
- Le Sourn

Dal 2015 i comuni appartenenti al cantone sono i seguenti 16:
- Baud
- Bieuzy
- Croixanvec
- Gueltas
- Guénin
- Guern
- Kerfourn
- Melrand
- Noyal-Pontivy
- Pluméliau
- Pontivy
- Saint-Barthélemy
- Saint-Gérand
- Saint-Gonnery
- Saint-Thuriau
- Le Sourn